# Jade O’Dowda
Jade O’Dowda (* 9. September 1999 in Oxford) ist eine britische Leichtathletin, die sich auf den Siebenkampf spezialisiert hat.

## Leben
Jade O’Dowda wurde in Oxford geboren und wuchs anschließend am Rande der Stadt, in Kidlington, auf. Sie besuchte die Sheffield Hallam University und ist die jüngere Schwester des irischen Fußballnationalspielers Callum O’Dowda.

## Sportliche Laufbahn
Jade O’Dowda trat 2014 in der Altersklasse U18 in ihren ersten Wettkämpfen auf nationaler Ebene an. Damals startete sie in den Sprungdisziplinen Hochsprung und Weitsprung. 2015 gewann sie im Hochsprung die Bronzemedaille bei den britischen U20-Meisterschaften. Ein Jahr später gewann sie ihren ersten Wettkampf im Siebenkampf auf nationaler Ebene. 2017 verbesserte sie ihre Punktzahl im Siebenkampf auf 5442 Punkte. 2018 gewann sie die Silbermedaille im Fünfkampf bei den U20-Hallenmeisterschaften Großbritanniens. Im Sommer wurde sie britische U20-Meisterin im Siebenkampf und trat anschließend bei den U20-Weltmeisterschaften im finnischen Tampere an. Mit neuer Bestpunktzahl von 	5660 beendete sie den Wettkampf als Siebente. 2019 konnte sie nur zu Beginn des Jahres ein paar wenige Wettkämpfe in der Halle bestreiten und verpasste anschließend die gesamte Freiluftsaison. Genauso erging es ihr im darauffolgenden Jahr, wenngleich sie zu Jahresbeginn britischen Vizemeisterin in der Halle werden konnte. 2021 konnte sie dann wieder das ganze Jahr über Wettkämpfe bestreiten. Ende Mai wurde sie erstmals britische Meisterin im Siebenkampf. Anfang Juli ging sie bei den U23-Europameisterschaften in Tallinn an den Start und konnte den sechsten Platz erreichen. In den beiden Wettkämpfen übertraf sie jeweils die Marke von 6000 Punkten im Siebenkampf.
2022 verzichtete O’Dowda zunächst auf die Hallensaison. Ende Mai stellte sie in Bedford eine neue Bestpunktzahl von 6224 Punkten auf. Damit wurde sie für die Commonwealth Games in Birmingham ausgewählt, bei denen sie Anfang August an den Start ging. Dort konnte sie zwar in keiner Disziplin neue Bestmarken aufstellen, dennoch gewann sie am Ende mit 6212 Punkten die Bronzemedaille. Nur kurz darauf nahm sie in München bei den Europameisterschaften an ihren ersten großen Meisterschaften im Erwachsenenbereich teil. Im Laufe der zwei Wettkampftage gelang es ihr im Hochsprung und im abschließenden 800-Meter-Lauf neue Bestwerte aufzustellen. Sie blieb zwar hinter ihrer Bestpunktzahl aus dem Mai des Jahres zurück, dennoch reichte es für sie am Ende für den siebten Platz. 2023 stellte sie Ende Mai beim Mehrkampfmeeting in Götzis mit 6255 Punkten eine neue Bestleistung auf.
2024 trat O’Dowda im Juni bei den Europameisterschaften in Rom an. Mit neuer Bestpunktzahl von 6314 Punkten belegte sie den siebten Platz. Im August trat sie in Paris zum ersten Mal bei den Olympischen Sommerspielen an. Dort blieb sie unterhalb von 6300 Punkten und kam nach sieben Disziplinen auf den zehnten Platz. 2025 trat sie im März bei den Halleneuropameisterschaften in Apeldoorn an. Dort erzielte sie mit 4751 Punkten eine neue Bestpunktzahl im Fünfkampf, womit sie als Vierte nur knapp die Medaillenränge verpasste.

## Wichtige Wettbewerbe
| Jahr                               | Veranstaltung                      | Ort                                | Platz                              | Disziplin                          | Punktzahl                          |
| Startet für Vereinigtes Königreich | Startet für Vereinigtes Königreich | Startet für Vereinigtes Königreich | Startet für Vereinigtes Königreich | Startet für Vereinigtes Königreich | Startet für Vereinigtes Königreich |
| ---------------------------------- | ---------------------------------- | ---------------------------------- | ---------------------------------- | ---------------------------------- | ---------------------------------- |
| 2018                               | U20-Weltmeisterschaften            | Tampere                            | 7.                                 | Siebenkampf                        | 5660 Punkte                        |
| 2021                               | U23-Europameisterschaften          | Tallinn                            | 6.                                 | Siebenkampf                        | 6002 Punkte                        |
| 2022                               | Commonwealth Games                 | Birmingham                         | 3.                                 | Siebenkampf                        | 6212 Punkte                        |
| 2022                               | Europameisterschaften              | München                            | 7.                                 | Siebenkampf                        | 6187 Punkte                        |
| 2024                               | Europameisterschaften              | Rom                                | 7.                                 | Siebenkampf                        | 6314 Punkte                        |
| 2024                               | Olympische Sommerspiele            | Paris                              | 10.                                | Siebenkampf                        | 6280 Punkte                        |
| 2025                               | Halleneuropameisterschaften        | Apeldoorn                          | 4.                                 | Fünfkampf                          | 4751 Punkte                        |

## Persönliche Bestleistungen
Freiluft
- 100 m Hürden: 13,47 s, 13. April 2022, Azusa
- Hochsprung: 1,86 m, 22. Juli 2023, Bydgoszcz
- Kugelstoßen: 13,44 m, 28. Mai 2022, Bedford
- 200 m: 24,44 s, 27. Mai 2023, Götzis
- Weitsprung: 6,55 m, 30. Juni 2024 Manchester
- Speerwurf: 45,90 m, 29. Mai 2022, Bedford
- 800 m: 2:11,30 min, 8. Juni 2024, Rom
- Siebenkampf: 6314 Punkte, 8. Juni 2024, Rom

Halle
- 60 m Hürden: 8,30 s, 9. März 2025, Apeldoorn
- Hochsprung: 1,87 m, 9. März 2025, Apeldoorn
- Kugelstoßen: 13,46 m, 9. März 2025, Apeldoorn
- Weitsprung: 6,16 m, 16. Februar 2020, Sheffield
- 800 m: 2:15,68 min, 21. Februar 2021, Manchester
- Fünfkampf: 4751 Punkte, 9. März 2025, Apeldoorn